# 岩下家一

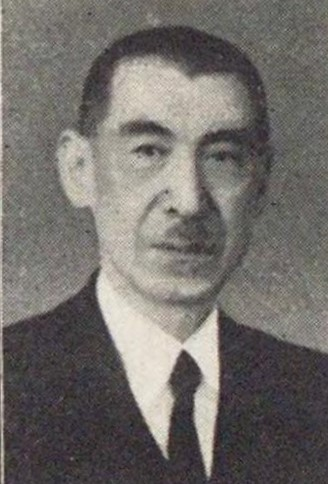
岩下家一

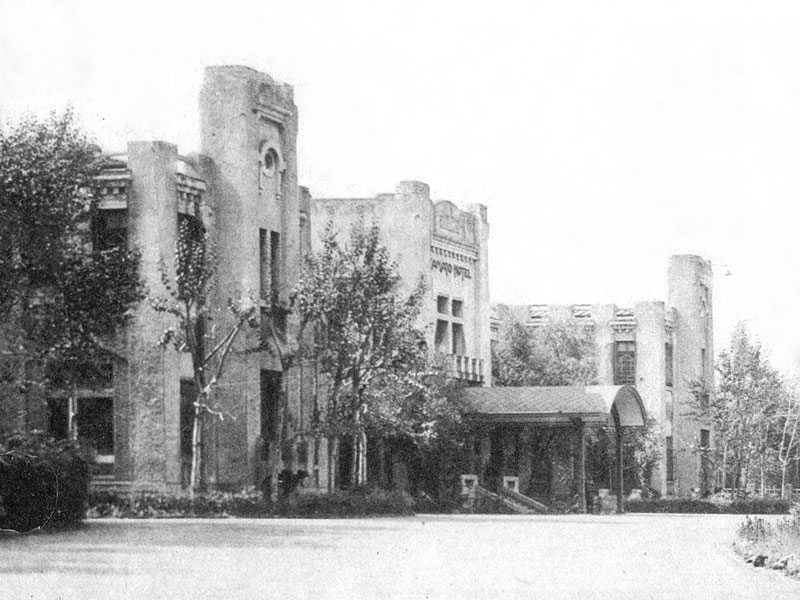
支配人を務めた長春ヤマトホテル（現・春誼賓館）

岩下 家一（いわした かいち、1879年〈明治12年〉10月18日 - 1963年〈昭和38年〉12月6日）は、日本のホテル経営者、華族（子爵）。祖父は薩摩藩出身の明治の政治家岩下方平。

## 略歴
岩倉使節団に参加し、のちに軍人となった岩下長十郎の息子として生まれるが、幼くして父を亡くす。学習院中等科では、志賀直哉、有島生馬らと同窓。学習院高等科を1年で中退。1900年（明治33年）9月29日、祖父の死去に伴い子爵を襲爵。
1905年（明治38年）東京高等商業学校（現・一橋大学）を卒業しスイスのローザンヌにホテル経営を学ぶため留学。有島生馬は、スイスの岩下を訪ねたときのことを小説『獣人』に描いている。
その後長春ヤマトホテル支配人を務めた。1913年（大正2年）経営方針に不満を抱いていた岩下は上層部に経営改善策を拒絶され辞職を決意、辞表を提出した。後に岩下は丸ノ内ホテルの設立に参画するなど日本のホテル業界に大きな足跡を残した。
1926年（昭和元年）逗子なぎさホテルを設立。1936年（昭和11年）には同窓で遠縁の土屋計左右にホテル業の創業を進言し、第一ホテルを設立させた。1946年（昭和21年）5月10日、貴族院子爵議員補欠選挙で当選し、研究会に所属して活動し、1947年（昭和22年）5月2日の貴族院廃止まで在任した。

## 家族
- 父は岩下長十郎（1853-1880）で、岩下方平は祖父[1]。方平はパリ万国博覧会 (1867年)の薩摩藩代表として渡仏経験があり、長十郎も方平の万博使節団に同行して渡仏し、シャルル・ド・モンブランの手配でフランス留学している。帰国後、1873年に陸軍砲兵大尉となったが、フランス語能力を買われて、ギュスターヴ・エミール・ボアソナードの司法省での司法講義の通訳も務め、その後「陸軍刑法」の制作メンバーともなったが、28歳で水死した[11]。長十郎の岳父に東郷実猗、海江田信義は義兄（妻の兄）。
- 妻・きぬの父・犬塚駒吉は、佐賀伊万里津屈指の陶器商「丸駒屋」こと犬塚家5代当主の弟で、江戸陶器蔵元（江戸深川佐賀藩の陶磁器販売所責任者）を務め、江戸深川の開拓にも尽力するほどの資産家だった[12][13]。きぬはその末娘として生まれ、有馬小学校を卒業後、私立女子美術学校（現・女子美術大学）の西洋画科本科普通科、本科高等科を経て1906年よりロンドンの画学校に留学、パリでもラファエル・コランの学校で学び、1909年帰国、途中ハルピンで家一と結婚した[14]。兄の犬塚信太郎は南満州鉄道理事[15]。

## エピソード
- ボート競技にも造詣が深く、1940年（昭和15年）、戸田漕艇場オープン時に行われた漕ぎ初めのデモンストレーションに選ばれて出漕している[16]。

## 関連人物
- 犬丸徹三 - ヤマトホテル支配人時代の部下。